# Mesonic

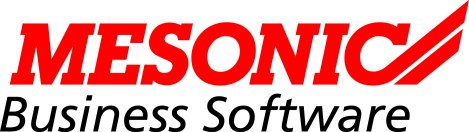
Ehemaliges Logo

mesonic  ist ein Softwarehersteller mit Stammsitz in Mauerbach bei Wien (Österreich). Das Unternehmen wurde 1978 gegründet und unterhält eine weitere Niederlassung in Deutschland. Das Unternehmen entwickelt Business Software für kleine und mittlere Unternehmen (KMU) und vertreibt diese über ein flächendeckendes Netzwerk autorisierter und qualifizierter Fachhandelspartner.

## Unternehmensgeschichte
Georg Kaes gründete 1978 in Mauerbach das Unternehmen mesonic. Anfang der 1980er Jahre wurde die erste Niederlassung in München/Deutschland gegründet. Seit 1985 befindet sich die deutsche Zentrale im niedersächsischen Scheeßel bei Hamburg. In den folgenden Jahren kamen weitere Standorte in den USA (1990er Jahre) sowie in Italien (Mailand, 2000) hinzu.
Von Beginn an stand die Entwicklung und der Vertrieb betriebswirtschaftlicher Anwendungen – zunächst für die Bereiche Finanzbuchhaltung und Warenwirtschaft – im Vordergrund. Im Laufe der Jahre wurde das Portfolio für weitere Aufgabenbereiche ausgebaut, so dass mesonic bereits seit 40 Jahren als Vollsortimenter am Markt auftritt.
Seit 2008 ist die Zentrale im Schlosspark Mauerbach ansässig. Hier befindet sich auch die mesonic business academy, das unternehmenseigene Seminar- und Ausbildungszentrum.

## Daten
Weltweit beschäftigt mesonic über 100 Mitarbeiter und betreut gemeinsam mit seinen rund 280 Fachhandelspartnern und Distributoren 10.000 Kunden. Seit Geschäftsbeginn wurden mehr als 65.000 Lizenzinstallationen in der Zielgruppe vorgenommen.
In Bezug auf Kundenzufriedenheit erreicht die mesonic WinLine immer wieder überdurchschnittliche Platzierungen. Gleiches gilt für den Reseller-Bereich. 2014 wurde das mesonic Partnerprogramm in Deutschland als drittbestes ERP-Resellerprogramm ausgezeichnet.

## Produkte (Auswahl)
Die mesonic-Programme umfassen die Bereiche Enterprise-Resource-Planning (ERP), Customer-Relationship-Management (CRM), Produktionsplanung und -steuerung (PPS) sowie das E-Business:
- WinLine business – modular aufgebaut; für kleinere Unternehmen
- WinLine corporate – das Gesamtpaket; für mittelständische Betriebe
- WinLine compact – Mietlösung auf monatlicher Basis
- WinLine cloud – Cloudlösung mit Pay-per-Use-Abrechnungsmodell

Zum mesonic-Portfolio gehören Programme für die folgenden betrieblichen Aufgabenbereiche:
- Rechnungswesen
- Auftragsbearbeitung
- Warenwirtschaft
- Produktionsplanung und -steuerung (PPS)
- Customer Relationship Management (CRM)
- Workflow Management (WFM)
- Business Intelligence (BI)
- Dokumentenmanagement (DMS)
- Personalwesen für Österreich

Die WinLine-Software ist unter Windows-Betriebssystemen stationär, mobil und in der Cloud lauffähig. Die mesonic-Programme sind modular aufgebaut, mehrwährungs- sowie mehrsprachenfähig und werden im eigenen Haus entwickelt und programmiert. Da die Systeme international eingesetzt werden, sind derzeit 15 Sprachversionen erhältlich.
2021 wurde die WinLine vom Center for Enterprise Research (CER) an der Universität Potsdam zum ERP-System des Jahres in der Kategorie "Prozessmanagement in ERP" ausgezeichnet.